# Dactylorhiza magna
Dactylorhiza magna là một loài thực vật có hoa trong họ Lan. Loài này được (Czerniak.) Ikonn. mô tả khoa học đầu tiên năm 1972.